# Jacques Monsabré
Jacques-Marie-Louis Monsabré (né le 10 décembre 1827 à Blois et mort le 21 février 1907 au Havre) est un prêtre dominicain français et prédicateur de renom.

## Biographie
Jacques Monsabré fut ordonné prêtre séculier le 15 juin 1851, se sentant appelé par la vie religieuse. Le 31 juillet 1851, jour de la fête de saint Ignace, il célébra sa première messe et pensa sérieusement entrer dans la Compagnie de Jésus. Quatre jours plus tard, lors de la fête de saint Dominique, il décida de devenir dominicain, et écrivit immédiatement une lettre de demande au Père Lacordaire.
Il dut attendre quatre ans avant d'obtenir la permission de son évêque, car l'ordre était venu du Saint-Siège de différer tout ce temps-là son autorisation pour les prêtres nouvellement ordonnés et qui désiraient entrer dans un ordre religieux. En mai 1855, il reçut ses lettres dimissoriales et entra au noviciat de Flavigny, où il prit l'habit religieux, le 31 du même mois, avant de faire sa profession simple un an plus tard. Au bout de quelques jours, on l'envoya à la maison d'études de l’abbaye de Chalais, où il passa une année dans la solitude et l'étude.
En hiver, il fut désigné pour prêcher les sermons de Carême dans l'église Saint-Nizier de Lyon. C'est là qu'il manifesta pour la première fois son talent comme orateur sacré. Il fut ensuite attaché au couvent de Saint-Thomas, à Paris, où il donna des conférences.
Après une interruption de plusieurs années, il se remit à ce ministère. Pendant l'Avent 1867, il donna des conférences dans l'église conventuelle. Il prêcha ensuite plusieurs années dans les principales villes de France et de Belgique ainsi qu'à Londres, en dirigeant des retraites, des neuvaines, et triduums. Sa réputation augmenta à l'occasion d'une série de sermons de l'Avent qu'il prêcha dans la cathédrale Notre-Dame de Paris, en 1869, en tant que successeur du P. Loyson.
En 1872, le succès de ces conférences le fit inviter à succéder au jésuite Père Félix pour donner les conférences de Carême à Notre-Dame, chaire dont il fut titulaire de 1872 à 1890.
Durant le siège de Paris par les troupes allemandes durant la guerre franco-allemande de 1870, les conférences à Notre-Dame furent interrompues. Au moment de la capitulation de Metz, il prêchait dans l'une de ses églises. Pendant ce temps l'archevêque de Paris, Mgr Darboy, otage des Communards et fusillé en 1871, avait été remplacé par Mgr Guibert qui, sans perdre de temps, l’invita à occuper la chaire de sa cathédrale, où il devait prêcher pendant près de vingt années. Il conçut et exécuta le plan consistant à exposer l'ensemble du système de la théologie dogmatique catholique.

La forme classique et élégante de ses discours attirait la classe cultivée de la France : 

« Son intense amour pour les âmes et son zèle apostolique font vibrer son discours au diapason de la vie, et son esprit clair et profondément théologique et lui a permis de répandre la lumière jusque sur les principes les plus compliqués de la foi, tandis que ses appels sérieux et passionnés à toutes les impulsions les plus nobles de l'homme rencontraient toujours un accueil enthousiaste. »

En 1890, il prêcha à Rome les sermons de l'Avent. En 1891, il donna la même série de prédications à Toulouse. À la mort de Mgr Freppel, évêque d'Angers, on l'invita à pourvoir le siège qu'il avait laissé vacant à la Chambre des députés, mais il refusa.
En 1871, il fut envoyé au chapitre général de l'Ordre dominicain à Gand, où il représenta sa province et en 1898 à celle d'Ávila comme définiteur. Sa dernière prédication fut le discours prononcé à Reims à l'occasion du quatorzième centenaire du baptême de Clovis, roi des Francs.
À partir de 1903, il vécut dans la retraite. Cette même année, le couvent dominicain où il vivait fut confisqué par le gouvernement, ce qui l'obligea à se réfugier dans la modeste maison du Havre où il est mort.
Les travaux publiés de Monsabré remplissent 48 volumes. L'Exposition du dogme catholique est remarquable par son éloquence. Il expose de manière simple et aisée, le dogme catholique.

## Publications partielles
- Exposition du dogme catholique, Paris, P. Lethielleux, coll. « Conférences de Notre-Dame de Paris, 1873-1890 », 1921-1924, 18 vol. ; 19 cm (OCLC 1100328390).
- Panégyrique du bienheureux J.-B. de la Salle Fondateur de l'Institut des Frères des Écoles Chrétiennes, prononcé à l'Église primatiale de Rouen le 14 juin 1888, Rouen, Librairie Cagniard, 1888.

## Sources
- (en) Cet article est partiellement ou en totalité issu de l’article de Wikipédia en anglais intitulé « Jacques-Marie-Louis Monsabré » (voir la liste des auteurs).